# Cronologia da pandemia de COVID-19 em setembro de 2022
Este artigo documenta a cronologia e epidemiologia do vírus SARS-CoV-2 em setembro de 2022, o vírus que causa a COVID-19 e é responsável pela pandemia de COVID-19. Os primeiros casos humanos da COVID-19 foram identificados em Wuhan, China, em dezembro de 2019.

## Cronologia

### 1 de setembro
- A Malásia registrou 2.356 novos casos, elevando o número total para 4.784.980. Há 1.875 recuperações, elevando o número total de recuperações para 4.717.292. Há nove mortes, elevando o número de mortos para 36.225.[1]
- O Canadá registrou 9.420 novos casos e 152 novas mortes.
- A Nova Zelândia registrou 2.211 novos casos, elevando o número total para 1.743.042. Existem 2.884 recuperações, elevando o número total de recuperações para 1.726.116. Há 15 mortes, elevando o número de mortos para 1.908.[2]
- A Singapura registrou 2.044 novos casos, elevando o número total para 1.841.288. Uma nova morte foi relatada, elevando o número de mortos para 1.593.[3]

### 2 de setembro
- O Japão registrou 153.313 novos casos diários, superando 19 milhões de casos relativos, elevando o número total para 19.092.657.[4]
- O Canadá registrou 3.649 novos casos e 43 novas mortes.
- A Malásia registrou 2.328 novos casos, elevando o número total para 4.787.308. Há 2.618 recuperações, elevando o número total de recuperações para 4.719.910. Há nove mortes, elevando o número de mortos para 36.234.[5]
- A Nova Zelândia registrou 1.902 novos casos, elevando o número total para 1.744.937. Existem 2.481 recuperações, elevando o número total de recuperações para 1.728.597. Há duas mortes, elevando o número de mortos para 1.910.[6]
- A Singapura registrou 1.948 novos casos, elevando o número total para 1.843.236. Uma nova morte foi relatada, elevando o número de mortos para 1.594.[7]

### 3 de setembro
- O Japão registrou 347 novos casos diários de óbitos relativos, um dos casos mais relativos de fatalidades humanas, desde a primeira das pandemias, elevando o total de mortes para 40.545.[8]
- O Canadá registrou 661 novos casos e quatro novas mortes.
- A Malásia registrou 2.244 novos casos, elevando o número total para 4.789.552. Há 3.202 recuperações, elevando o número total de recuperações para 4.723.112. Há nove mortes, elevando o número de mortos para 36.243.[9]
- A Nova Zelândia registrou 1.709 novos casos, elevando o número total para 1.746.640. Existem 2.270 recuperações, elevando o número total de recuperações para 1.730.867. Há cinco mortes, elevando o número de mortos para 1.915.[10]
- A Singapura registrou 1.549 novos casos, elevando o número total para 1.844.785.[11]

### 4 de setembro
- A Malásia registrou 1.904 novos casos, elevando o número total para 4.791.456. Existem 3.138 recuperações, elevando o número total de recuperações para 4.726.250. Três são duas mortes, elevando o número de mortos para 36.245.[12]
- O Canadá registrou 474 novos casos e cinco novas mortes.
- A Nova Zelândia registrou 1.103 novos casos, elevando o número total para 1.747.739. Existem 1.463 recuperações, elevando o número total de recuperações para 1.732.330. O número de mortos permanece em 1.915.[13]
- A Singapura registrou 1.309 novos casos, elevando o número total para 1.846.094.[14]

### 5 de setembro
- A Malásia registrou 1.486 novos casos, elevando o número total para 4.792.942. Há 2.897 recuperações, elevando o número total de recuperações para 4.729.147. Há quatro mortes, elevando o número de mortos para 36.249.[15]
- O Canadá registrou 446 novos casos e uma nova morte.
- A Nova Zelândia registrou 1.401 novos casos, elevando o número total para 1.749.139. Existem 1.693 recuperações, elevando o número total de recuperações para 1.734.023. O número de mortos permanece em 1.915.[16]
- A Singapura registrou 1.176 novos casos, elevando o número total para 1.847.270. Duas novas mortes foram relatadas, elevando o número de mortos para 1.596.[17]

### 6 de setembro
- A Malásia registrou 2.067 novos casos, elevando o número total para 4.795.009. São 2.279 recuperações, elevando o número total de recuperações para 4.731.426. Há seis mortes, elevando o número de mortos para 36.255.[18]
- A Nova Zelândia registrou 2.149 novos casos, elevando o número total para 1.751.284. Existem 2.556 recuperações, elevando o número total de recuperações para 1.736.579. 18 mortes foram relatadas, elevando o número de mortos para 1.933.[19]
- A Singapura registrou 2.745 novos casos, elevando o número total para 1.850.015.[20]

### 7 de setembro
Relatório Semanal da OMS:
- A Malásia registrou 2.428 novos casos, elevando o número total para 4.797.437. Existem 2.673 recuperações, elevando o número total de recuperações para 4.734.099. Há sete mortes, elevando o número de mortos para 36.262.[22]
- A Nova Zelândia registrou 1.905 novos casos, elevando o número total para 1.753.182. Existem 2.336 recuperações, elevando o número total de recuperações para 1.738.915. Há seis mortes, elevando o número de mortos para 1.939.[23]
- A Singapura registrou 2.271 novos casos, elevando o número total para 1.852.286. Cinco novas mortes foram relatadas, elevando o número de mortos para 1.601.[24]

### 8 de setembro
- A Itália registrou 17.550 novos casos diários e ultrapassa 22 milhões de casos totais em 22.004.612. 89 novas mortes foram relatadas, elevando o número de mortos para 176.098.[25]
- A Malásia registrou 2.226 novos casos, elevando o número total para 4.799.663. 1.894 recuperações foram relatadas, elevando o número total de recuperações para 4.735.993. Há oito mortes, elevando o número de mortos para 36.270.[26]
- A Nova Zelândia registrou 1.742 novos casos, elevando o número total para 1.754.905. Existem 2.198 recuperações, elevando o número total de recuperações para 1.741.113. Há duas mortes, elevando o número de mortos para 1.941.[27]
- A Singapura registrou 2.169 novos casos, elevando o número total para 1.854.455.[28]

### 9 de setembro
- O Canadá registrou 3.320 novos casos e 54 novas mortes.
- A Malásia registrou 1.990 novos casos, elevando o número total para 4.801.653. Existem 2.016 recuperações, elevando o número total de recuperações para 4.738.009. Há quatro mortes, elevando o número de mortos para 36.274.[29]
- A Nova Zelândia registrou 1.548 novos casos, elevando o número total para 1.756.443. Há 1.884 recuperações, elevando o número total de recuperações para 1.742.997. Há três mortes, elevando o número de mortos para 1.944.[30]
- A Singapura registrou 2.218 novos casos, elevando o número total para 1.856.673. Uma nova morte foi relatada, elevando o número de mortos para 1.602.[31]
- Toquelau reportou os seus primeiros 13 casos da doença.[32]

### 10 de setembro
- O Japão registrou 99.491 novos casos diários, ultrapassando 20 milhões de casos relativos, elevando o número total para 20.000.273.[33]
- O Canadá registrou 637 novos casos e oito novas mortes.
- A Malásia registrou 1.971 novos casos, elevando o número total para 4.803.624. Existem 2.389 recuperações, elevando o número total de recuperações para 4.740.398. Há três mortes, elevando o número de mortos para 36.277.[34]
- A Nova Zelândia registrou 1.477 novos casos, elevando o número total para 1.757.913. Existem 1.701 recuperações, elevando o número total de recuperações para 1.744.698. Há seis mortes, elevando o número de mortos para 1.950.[35]
- A Rússia ultrapassa 20 milhões de casos de COVID-19.[36]
- A Singapura registrou 1.824 novos casos, elevando o número total para 1.858.497.[37]
- Os Estados Unidos da América ultrapassam os 97 milhões de casos confirmados.[38]

### 11 de setembro
- A Malásia registrou 1.483 novos casos, elevando o número total para 4.805.107. São 2.090 recuperações, elevando o número total de recuperações para 4.742.488. Há três mortes, elevando o número de mortos para 36.280.[39]
- A Nova Zelândia registrou 981 novos casos, elevando o número total para 1.758.884. Existem 1.156 recuperações, elevando o número total de recuperações para 1.745.854. O número de mortos permanece em 1.950.[40]
- A Singapura registrou 1.440 novos casos, elevando o número total para 1.859.937.[41]
- A Coreia do Sul registrou 28.214 novos casos, superando 24 milhões de casos relativos, elevando o número total para 24.004.887.[42]

### 12 de setembro
- A Nova Zelândia registrou 1.230 novos casos, elevando o número total para 1.760.113. Há 1.335 recuperações, elevando o número total de recuperações para 1.747.189. O número de mortos permanece em 1.950.[43]
- A Singapura registrou 1.453 novos casos, elevando o número total para 1.861.390.[44]

### 13 de setembro
- A Malásia registrou 1.942 novos casos, elevando o número total para 4.808.896. Existem 2.276 recuperações, elevando o número total de recuperações para 4.746.912. Há seis mortes, elevando o número de mortos para 36.291.[45]
- A Nova Zelândia registrou 2.019 novos casos, elevando o número total para 1.762.125. Há 2.128 recuperações, elevando o número total de recuperações para 1.749.317. Há 12 mortes, elevando o número de mortos para 1.962.[46]
- Singapura registrou 3.352 novos casos, elevando o número total para 1.864.742.[47]

### 14 de setembro
Relatório Semanal da OMS:
- O Equador ultrapassa 1 milhão de casos de COVID-19.
- A Malásia registrou 2.431 novos casos, elevando o número total para 4.811.327. Existem 1.820 recuperações, elevando o número total de recuperações para 4.748.732. Há cinco mortes, elevando o número de mortos para 36.296.[49]
- Singapura registrou 2.426 novos casos, elevando o número total para 1.867.168. Além disso, uma menina de 3 anos estava entre as duas novas mortes relatadas, elevando o número de mortos para 1.604.[50]

### 15 de setembro
- A Malásia registrou 2.375 novos casos, elevando o número total para 4.813.702. Existem 1.466 recuperações, elevando o número total de recuperações para 4.750.198. Há três mortes, elevando o número de mortos para 36.299.[51]
- Singapura registrou 2.423 novos casos, elevando o número total para 1.869.591. Uma nova morte foi relatada, elevando o número de mortos para 1.605.

### 16 de setembro
- A África do Sul relatou seus primeiros casos da subvariante Centaurus.[52]
- A Malásia registrou 1.977 novos casos, elevando o número total para 4.815.679. Existem 2.018 recuperações, elevando o número total de recuperações para 4.752.216. Há seis mortes, elevando o número de mortos para 36.305.[53]
- O Canadá registrou 3.933 novos casos e 77 novas mortes.
- Singapura registrou 2.309 novos casos, elevando o número total para 1.871.900.[47]

### 17 de setembro
- A Malásia registrou 1.572 novos casos, elevando o número total para 4.817.251. São 2.695 recuperações, elevando o número total para 4.754.911. Há três mortes, elevando o número de mortos para 36.308.[54]
- O Canadá registrou 614 novos casos e sete novas mortes.
- Singapura registrou 1.847 novos casos, elevando o número total para 1.873.747. Duas novas mortes foram relatadas, elevando o número de mortos para 1.607.[47]
- O jogador de críquete indiano Mohammed Shami testou positivo para COVID-19. Como resultado, Umesh Yadav o substituirá na próxima série T20I contra a Austrália.[55]

### 18 de setembro
- A Malásia registrou 1.639 novos casos, elevando o número total para 4.818.890. Existem 2.056 recuperações, elevando o número total de recuperações para 4.756.967. Há quatro mortes, elevando o número de mortos para 36.312.[56]
- A Nova Zelândia registrou 9.606 novos casos na semana passada, elevando o número total para 1.769.694. Existem 10.949 recuperações, elevando o número total de recuperações para 1.758.138. Há 22 mortes, elevando o número de mortos para 1.972.[57]
- Singapura registrou 1.528 novos casos, elevando o número total para 1.875.275.[47]
- A senadora Tammy Baldwin testou positivo para a COVID-19.[58]

### 19 de setembro
- A Malásia registrou 1.307 novos casos, elevando o número total para 4.820.197. Existem 1.830 recuperações, elevando o número total de recuperações para 4.758.797. Há cinco mortes, elevando o número de mortos para 36.317.[59]
- Singapura registrou 1.309 novos casos, elevando o número total para 1.876.584. Uma nova morte foi relatada, elevando o número de mortos para 1.608.[47]

### 20 de setembro
- A Malásia registrou 1.667 novos casos, elevando o número total para 4.821.864. Existem 2.028 recuperações, elevando o número total de recuperações para 4.760.825. Há sete mortes, elevando o número de mortos para 36.324.[60]
- Singapura registrou 3.222 novos casos, elevando o número total para 1.879.806. Uma nova morte foi relatada, elevando o número de mortos para 1.609.[61]
- Taiwan registrou 44.747 novos casos, superando 6 milhões de casos relativos, elevando o número total para 6.043.539. 33 novas mortes foram relatadas, elevando o número de mortos para 10.604.[62]
- O ator sul-coreano Lee Jung-jae, que interpretou Seong Gi-hun de Squid Game, testou positivo para a COVID-19 depois de ganhar o prêmio de Melhor Ator em Série Dramática no Emmy do Primetime de 2022.[63]

### 21 de setembro
Relatório semanal da OMS:
- A Malásia registrou 2.111 novos casos, elevando o número total para 4.823.975. Há 1.493 recuperações, elevando o número total de recuperações para 4.762.318. Há seis mortes, elevando o número de mortos para 36.330.[65]
- Singapura registrou 2.508 novos casos, elevando o número total para 1.882.314.
- O goleiro alemão Manuel Neuer e o meio-campista Leon Goretzka testaram positivo para a COVID-19 e perderão os próximos jogos da Liga das Nações contra Hungria e Inglaterra.[66]
- A rainha da Dinamarca, Margrethe II, testou positivo para a COVID-19, pela segunda vez, depois de participar do funeral da Rainha Elizabeth II.[67]

### 22 de setembro
- A França ultrapassa os 35 milhões de casos de COVID-19.[68]
- O Canadá registrou 7.485 novos casos e 114 novas mortes.
- A Malásia registrou 2.245 novos casos, elevando o número total para 4.826.220. Há 1.901 recuperações, elevando o número total de recuperações para 4.764.219. Há 12 mortes, elevando o número de mortos para 36.342.[69]
- Singapura registrou 2.545 novos casos, elevando o número total para 1.884.859.

### 23 de setembro
- A Malásia comunicou 2.070 novos casos, elevando o número total para 4.828.290. Há 2.009 recuperações, elevando o número total de recuperações para 4.766.228. Há três mortes, elevando o número de mortos para 36.345.[70]
- Singapura comunicou 2.343 novos casos, elevando o número total para 1.887.202.[61]

### 24 de setembro
- A Malásia comunicou 1.924 novos casos, elevando o número total para 4.830.214. Há 2.360 recuperações, elevando o número total de recuperações para 4.768.588. Há três mortes, elevando o número de mortos para 36.348.[71]
- Singapura comunicou 2.342 novos casos, elevando o número total para 1.889.544. Foi reportada uma nova morte, elevando o número de mortos para 1.610.[61]
- O CEO da Pfizer, Albert Bourla, testou positivo para a COVID-19 pela segunda vez.[72]

### 25 de setembro
- O Japão comunicou 40.918 novos casos diários, ultrapassando 21 milhões de casos relativos, elevando o número total para 21.023.814.[73]
- A Malásia comunicou 1.608 novos casos, elevando o número total para 4.831.822. Há 2.352 recuperações, elevando o número total de recuperações para 4.770.940. Há duas mortes, o que eleva o número de mortos para 36.350.[74]
- Singapura comunicou 1.797 novos casos, elevando o número total para 1.891.341.[61]
- Pedro Sánchez, o primeiro-ministro da Espanha, testou positivo para a COVID-19.[75]
- Existem mais de 600 milhões de recuperações da COVID-19 em todo o mundo.

### 26 de setembro
- A Alemanha ultrapassa 33 milhões de casos COVID-19.[76]
- A Malásia comunicou 1.186 novos casos, elevando o número total para 4.833.008. Há 1.690 recuperações, elevando o número total de recuperações para 4.772.630. Há sete mortes, elevando o número de mortos para 36.357.[77]
- Singapura comunicou 1.606 novos casos, elevando o número total para 1.892.947. Foram reportadas cinco novas mortes, elevando o número total de mortos para 1.615.[61]
- O Chanceler alemão, Olaf Scholz, testou positivo no teste COVID-19.[78]

### 27 de setembro
- A Malásia comunicou 1.552 novos casos, elevando o número total para 4.834.560. Há 1.684 recuperações, elevando o número total de recuperações para 4.774.314. Há seis mortes, elevando o número de mortos para 36.363.[79]
- A Nova Zelândia comunicou 9.809 novos casos, elevando o número total para 1.779.476. Há 9.522 recuperações, elevando o número total de recuperações para 1.767.660. Há 58 mortes, elevando o número de mortos para 2.030.[80]
- Singapura comunicou 4.360 novos casos, elevando o número total para 1.897.307. Duas novas mortes foram reportadas, elevando o número de mortos para 1,617.[61]

### 28 de setembro
Relatório semanal da OMS:
- A Malásia comunicou 2.445 novos casos, elevando o número total para 4.837.005. Há 1.613 recuperações, elevando o número total de recuperações para 4.775.927. Há duas mortes, elevando o número de mortos para 36.365.[82]
- Singapura comunicou 3.454 novos casos, elevando o número total para 1.900.761.[61]

### 29 de setembro
- A Malásia comunicou 1.867 novos casos, elevando o número total para 4.838.872. Há 1.402 recuperações, elevando o número total de recuperações para 4.777.329. Há quatro mortes, elevando o número de mortos para 36.369.[83]
- Singapura comunicou 3.431 novos casos, elevando o número total para 1.904.192.
- Os Estados Unidos da América ultrapassam os 98 milhões de casos.[84]
- O jogador de críquete paquistanês Naseem Shah testou positivo para a COVID-19.[85]

### 30 de setembro
- A Malásia registrou 2.007 novos casos, elevando o número total para 4.840.879. Há 1.407 recuperações, elevando o número total de recuperações para 4.778.736. Há cinco mortes, elevando o número de mortos para 36.374.[86]
- Singapura registrou 3.715 novos casos, elevando o número total para 1.907.907. Uma nova morte foi relatada, elevando o número de mortos para 1.618.